# Carathea parawea
Carathea parawea is een spinnensoort uit de familie Malkaridae. De soort komt voor in Tasmanië.